# Łysa Góra (Pogórze Bukowskie)

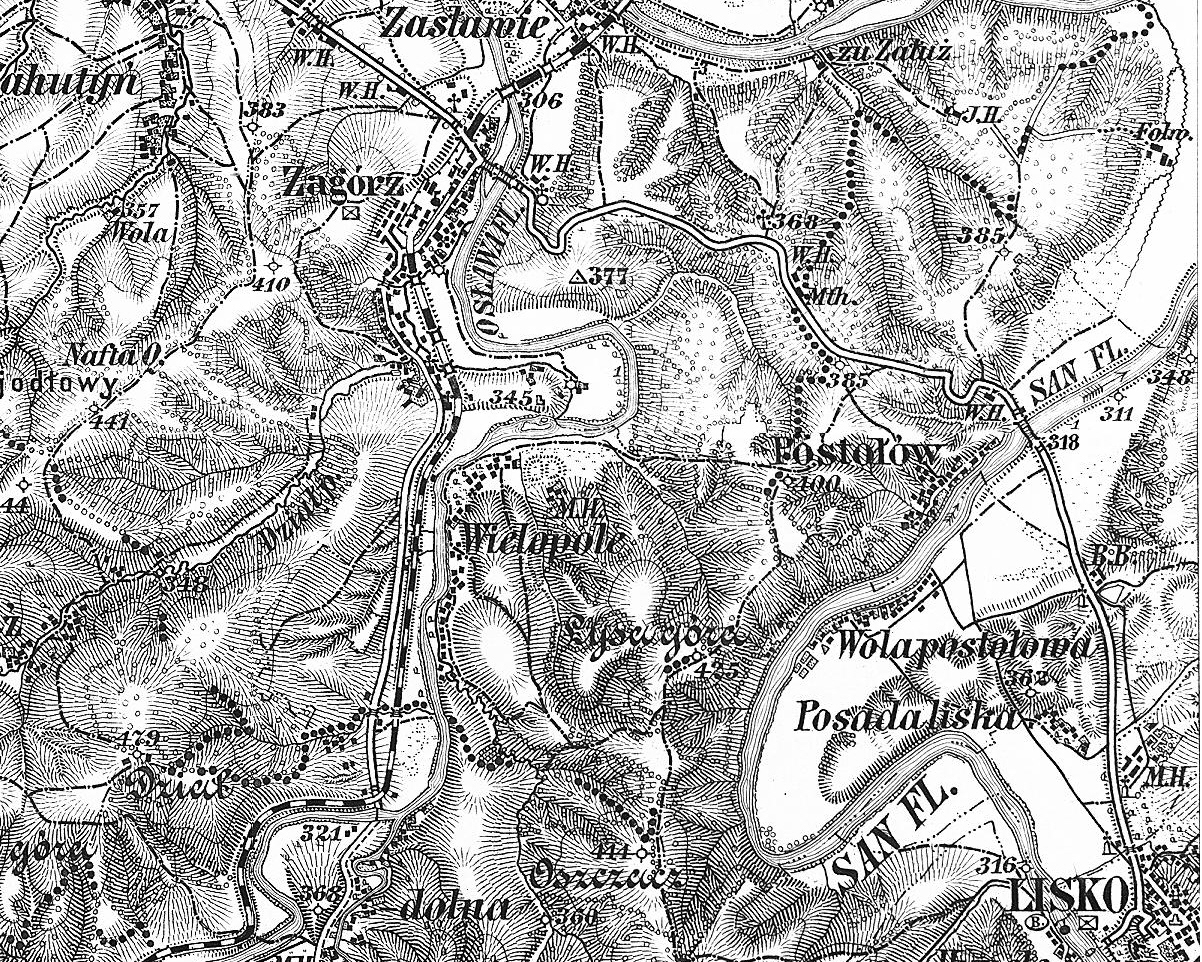
Łysa Góra w Wielopolu na austro-węgierskiej mapie wojskowej z 1877 r. Wysokość góry względem poziomu morza obliczona na podstawie wskazań mareografu dla Morza Adriatyckiego w Trieście. Skala 1:75 000

Łysa Góra (420,0 m n.p.m.) – wzniesienie na Pogórzu Bukowskim, nad lewym brzegiem Sanu na terenie Wielopola, niedaleko wsi Wola Postołowa.
Według Krajowego Rejestru Urzędowego Podziału Terytorialnego Kraju TERYT Łysa Góra stanowi jedną z "integralnych części miejscowości" Zagórz.
W sensie geograficznym Łysa Góra znajduje się przy granicy Pogórza Bukowskiego i Gór Sanocko-Turczańskich; granica biegnie pobliską rzeką San.
Na szczycie ustawiony w latach 60. XX w. betonowy tripod wyznaczający geograficzny wierzchołek góry, pod nim granitowy punkt geodezyjny.
Punkt widokowy na Sanok i Góry Słonne. Po przeciwległej stronie Lesko i masyw Czulni, zasłonięty jednak przez pobliski las.
Obecnie szczyt góry jest częściowo pokryty lasem, choć w przeszłości góra była całkowita bezleśna. Południowe, wschodnie i północne stoki góry pokrywa las jodłowy z domieszką buka, lipy oraz jaworu. Na obrzeżach lasu występuje także brzoza, sosna, modrzew oraz grab.
W bezpośrednim sąsiedztwie szczytu wzgórza, na nasłonecznionym północno-wschodnim zboczu pozostałości dawnej zagrody; pozostał zdziczały sad, resztki podmurówki domu oraz zasypana studnia. Obok rośnie ponad stuletni dąb.
Północno-zachodnie stoki wzgórza pokrywają łąki oraz grunty orne tworząc wielką, śródleśną polaną. W odległości około 300 m od szczytu wzgórza stoją dwa samotne domy tworzące przysiółek Wielopola - Zagronie.
Od zachodu nieużytkowane od wielu lat pola dawnej bacówki zaczyna porastać samoistnie młodnik sosnowy i jałowiec. Znajduje się tam również obszar źródliskowy potoku Orniszkowy płynącego koło dworu w Wielopolu, zasilającego wodą stawy i uchodzącego do Osławy w dolnym końcu wsi.
Najbliższą okolicę Łysej Góry cechuje specyficzny, suchy, niemal bezwietrzny, ciepły mikroklimat.
W pobliskim lesie od strony drogi biegnącej wododziałem rzek Osławy i Sanu widoczne ślady niemieckich okopów z czasów II wojny światowej.
W latach 1939–1941 na przepływającym kilkadziesiąt metrów stąd Sanie, przebiegała granica niemiecko-sowiecka.